# 栋普勒米
栋普勒米（法語：Dompremy，法語發音：[dɔ̃pʁəmi]）是法国马恩省的一个市镇，位于该省东南部，属于维特里勒弗朗索瓦区。

## 地理
栋普勒米（48°43'42"N, 4°44'26"E）面积3.65 平方千米，位于法国大東部大區马恩省，该省份为法国东北部内陆省份，北起阿登省，西北接埃纳省，西南接塞纳-马恩省，南至奥布省，东南接上马恩省，东临默兹省。
与栋普勒米接壤的市镇（或旧市镇、城区）包括：蓬蒂永、布莱姆、布吕松、法夫雷斯、欧西涅蒙。

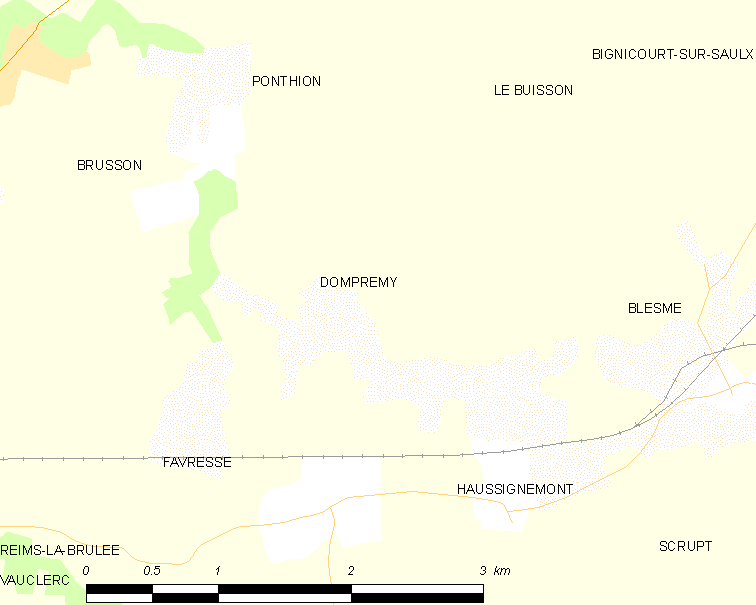
栋普勒米的OSM定位图

栋普勒米的时区为UTC+01:00、UTC+02:00（夏令时）。

## 行政
栋普勒米的邮政编码为51300，INSEE市镇编码为51215。

## 政治
栋普勒米所属的省级选区为塞迈兹莱班县。

## 人口

1962-2008年间栋普勒米人口变化图示

栋普勒米于2022年1月1日时的人口数量为116人。